# Уйбакан-Пастах-Ари
Уйбака́н-Паста́х-Ари́ (рос. Уйбакан-Пастах-Ары) — група невеликих островів в Оленьоцькій затоці моря Лаптєвих. Територіально відноситься до Якутії, Росія.
Розташовані в центрі затоки, в дельті річки Оленьок. Знаходяться між протокою Кугун-Тьобюлеге на півдні та островом Оїннігес-Ари на заході. Острови вкриті пісками, деякі болотисті, мають декілька невеликих озер. На півночі та південному сході оточені мілинами.
| Росія | Це незавершена стаття з географії Росії. Ви можете допомогти проєкту, виправивши або дописавши її. |